# Kim Chi (drag queen)
Sang-Young Shin (Chicago, el 8 d'agost de 1987) més conegut pel nom artístic Kim Chi (en coreà: 신상영), és una drag queen, artista i personalitat de televisió estatunidenca d'ascendència sud-coreana, més coneguda com concursant en la temporada 8 de RuPaul's Drag Race. Kim Chi va ser la primera participant coreano-americana al programa, així com la primera drag queen coreano-americana a la televisió nacional nord-americana.

## Joventut
Sang-Young Shin va néixer als Estats Units el 8 de agost de 1987, encara que va viure a Corea del Sud quan era nen. Els seus pares, que estan divorciats, també viuen a Chicago. L'any 2017, la seva mare no sabia que feia drag, fins que va assolir la fama a la televisió. Shin va estudiar disseny gràfic a la universitat abans de treballar com a director d'art i explorar matèries com l'escultura, el disseny de moda i la pintura.

## Carrera
Shin va començar a actuar sota el paper drag de Kim Chi a Chicago l'any 2012. Per descriure la seva estètica drag, va declarar: "Kim Chi és un personatge d'anime d'acció en viu. M'imagino que la meva aura és una varietat de colors ultraviolada que llança brillantor. Celebro totes les coses boniques, divertides, estranyes i exòtiques". Abans d'entrar a RuPaul's Drag Race, Kim Chi es va fer amiga de RuPaul i va ajudar la concursant de la setena temporada Trixie Mattel a aconseguir un dels seus primers treballs de drag a Chicago, després que a Mattel li resultés difícil trobar una feina a la seva ciutat natal, Milwaukee.
Kim Chi va ser una de les dotze drag queens acceptades per a la vuitena temporada de RuPaul's Drag Race, que va començar a emetre's el 7 de març del 2016. En unir-se al programa, va esdevenir "la primera drag queen coreana a aparèixer a la televisió nacional dels Estats Units". Kim Chi va guanyar el primer repte, pel qual va rebre un petit premi en efectiu. Shin li va enviar els diners a la seva mare, dient-li que ho havia aconseguit gràcies a la seva feina de maquilladora. Finalment, Kim Chi va arribar als tres primers llocs, juntament amb Naomi Smalls, però va perdre el títol davant Bob the Drag Queen. Durant la final, va fer el playback d'una cançó feta específicament per a ella anomenada "Fat, Fem, & Asian", en referència als estereotips negatius en el món de les cites gai.

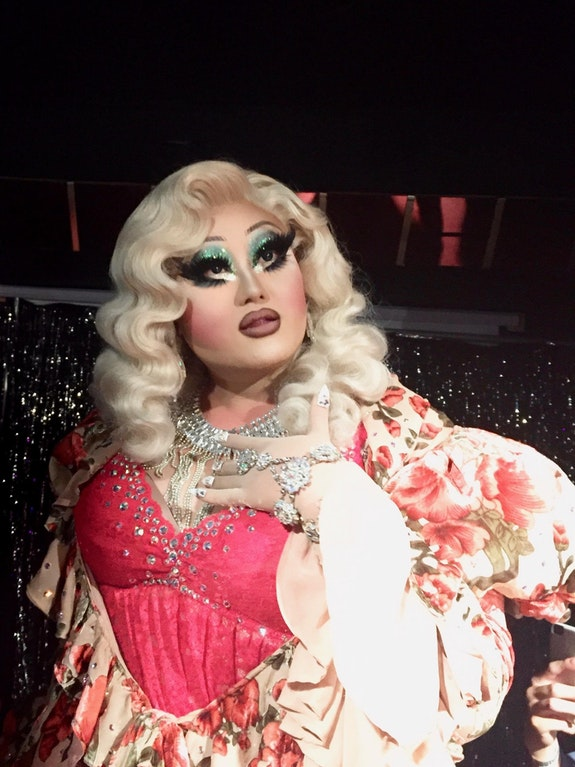
Kim Chi fent un playback

Després de Drag Race, Kim Chi es va associar amb Sugarpill Cosmetics per crear diferents articles de maquillatge, inclòs el Kim Chi Liquid Lip Color, un llapis de llavis amb aroma a dònut que es descriu com "Malva lavanda mat amb una subtil i única barreja d'aigua marina transparent i espurnes violetes". Altres articles inclosos eren l'ombra d'ulls Kim Teal Electric Teal i el pintallavis líquid Kim Chi.
Al novembre de 2016, Kim Chi va publicar un paquet d'emojis de Kim Chi anomenat Kimchiji. Els emojis incloïen les seves frases, un plat de burritos, una aleta de pollastre i una natja assotada.
El març de 2017, Kim Chi va ser convidada a la Facultat de Comunicació i Belles Arts de la Universitat Loyola Marymount per a un esdeveniment anomenat "Una nit fabulosa amb Kim Chi: Explorant la identitat de gènere a través del drag". Va ser la primera drag queen a anar a fer una conferència a la universitat, i ho va fer amb maquillatge complet. Juntament amb una presentació, hi va haver una secció de preguntes i respostes durant l'acte.
A l'abril de 2017, Kim Chi va actuar al campus de la Universitat Estatal d'Arizona Oest per a la seva Setmana del Patrimoni Asiàtic i la Setmana de l'Orgull. Emily Kwon, presidenta de la Coalició d'Estudiants Asiàtics-Asiàtics del Pacífic Americà va organitzar l'esdeveniment i va convidar Kim Chi a actuar per als estudiants. Al maig de 2017, Kim Chi va actuar com a part de la gira Werq the World 2017. La gira, organitzada per Bianca Del Rio i Michelle Visage, també va comptar amb les drag queens Alaska Thunderfuck, Alyssa Edwards, Detox Icunt, Latrice Royale i Violet Chachki.
Al desembre de 2018, Kim Chi va aparèixer a l'especial de televisió RuPaul's Drag Race Holi-Slay Spectacular, una versió festiva única del format regular Drag Race.
Al setembre de 2019, Kim Chi va anunciar que estava preparant la seva pròpia línia de cosmètics en col·laboració amb Bespoke Beauty Brands llançada per Toni Ko, el fundador de NYX Cosmetics, anomenada Kim Chi Chic.